# William Thomas Tutte
William »Bill« Thomas Tutte, OC, FRS, FRSC, angleško-kanadski kriptolog in matematik, * 14. maj 1917, Newmarket, grofija Suffolk, Anglija, † 2. maj 2002, Waterloo, Ontario, Kanada.

## Življenje in delo
Med 2. svetovno vojno je Tutte razbil pomemben nemški kodni sistem, kar je odločilno vplivalo na zavezniško invazijo v Zahodni Evropi. Poleg tega je v matematiko prispeval veliko, vključno s temeljnim delom na področju kombinatorike in teorije grafov.
Bil je sin vrtnarja. Z osemnajstimi leti je začel študirati kemijo na Kolidžu Trinity Univerze v Cambridgeu. Kot študent je raziskoval kvadraturo kvadrata.
Ob izbruhu 2. svetovne vojne mu je profesor predlagal, naj se pridruži vladni šoli za kodiranje in šifriranje (GC&CS), ustanovljeni leta 1919. Maja 1941 se je tja res vpisal. V Bletchley Parku je deloval kot razbijalec šifer. Tu se je zelo izkazal. Uspelo mu je dognati delovanje nemškega šifrirnega stroja Lorenz SZ 40/42 (s kodnim imenom Tunny, angleško tun). Stroj so uporabljali pri sporazumevanju na višjih nivojih nemških oboroženih sil. Tutte je dognal ustroj stroja na podlagi le nekaj prestreženih šifriranih sporočil. Z njegovim dosežkom so Britanci uvedli celotno organizacijo za branje sporočil, poslanih s tem strojem. Sem so spadali tudi znameniti računalniki Colossus.
Tutte je leta 1948 doktoriral iz matematike v Cambridgeu z dizertacijo Algebrska teorija grafov (An Algebraic Theory of Graphs) pod Wyliejevim mentorstvom. Med letoma 1948 in 1962 je poučeval matematiko na Univerzi v Torontu. Večino svojega raziskovalnega dela v matematiki je opravil na Univerzi v Waterlooju od leta 1962. Na tej univerzi je ostal do leta 1985.
V poznejših letih se je največ ukvarjal s kombinatoriko in teorijo grafov. Ti dve področji je pomagal spraviti v sodobno obliko. Eden od njegovih tovarišev ga je opisal »kot vodilnega matematika v kombinatoriki v treh desetletjih«. Tutte je bil glavni urednik revije The Journal of Combinatorial Theory ob njenem nastanku. Bil je tudi v uredništvih več matematičnih raziskovalnih revij.
S svojim pristopom, znanim kot Tuttejev delček, je s protiprimerom ovrgel Taitovo domnevo iz leta 1886 o Hamiltonovih ciklih na robovih poliedrov. Končni dokaz problema štirih barv je črpal iz Tuttejevega zgodnejšega dela.
Tutte je bil član britanske Kraljeve družbe v Londonu in Kanadske kraljeve družbe. Oktobra 2001 so mu podelili red Kanade, najvišje kanadsko civilno odlikovanje.